# Armand Trousseau
Armand Trousseau (født 14. oktober 1801 i Tours, død 27. juni 1867 i Paris) var en fransk læge.
Trousseau tog doktorgraden 1825 og blev året efter agrégé ved det medicinske fakultet, men sendtes 1828 ud som epidemilæge i Sydfrankrig og indvalgtes samtidig i kommissionen angående den gule feber i Gibraltar. Efter konkurrence blev han 1831 médecin des hôpitaux og ansattes 1832 som læge ved Bureau central, 1839 ved Hôpital Saint-Antoine og 1850 ved Hôtel-Dieu, samtidig med at han blev professor i medicinsk klinik. Han modtog Akademiets store præmie for Traité pratique de la phthisie laryngée, de la laryngite chronique et des maladies de la voix, en bog, der oversattes til mange andre sprog. Trousseau var den første i Paris, der udførte tracheotomi (1813) og han behandlede denne operation i flere berømte afhandlinger som: Nouvelles recherches sur la trachéotomie pratiquée dans la periode extrème du croup (1851) og Du tubage de la glotte et de la trachéotomie (1851), i hvilken sidste afhandling intubationen omtales første gang. Han siges også at have været den første, der anvendte thoracocentese (1843), det vil sige indførelse af en kanyle i lungesækken. Som kliniker hørte han til Frankrigs bedste og beskrev først af alle den svimmelhed, der udløses ved visse mavesygdomme, samt angav ukendte symptomer på den infantile tetani. Trousseau var en meget frugtbar forfatter; hans Clinique médicale de l'Hôtel-Dieu de Paris, I—II, 1861, udkom mange gange, Traité élémentaire de thérapeutique et de matière médicale, I—II, 1836—39, endda i 8 udgaver og oversattes til flere andre sprog, og ved siden af disse arbejder står en meget betydelig række artikler i tidsskrifter, som Trousseau delvis selv havde grundlagt (Journal des connaissances médico-chirurgicales etc.).
Trousseau-tegn er opkaldt efter Armand Trousseau, som beskrev fænomenet i 1861.